# 阿德里亞娜·克爾娜喬娃
阿德里亞娜·克爾娜喬娃（1960年9月26日—），在2014年至2018年擔任布拉格市長，斯洛伐克裔商人，生於捷克斯洛伐克布拉提斯拉瓦，育有三名子女。在2014年，克爾娜喬娃在市長選舉中獲得65票中的17票（26.15%），當選成為布拉格市長。